# Jürgen-Peter Schindler
Jürgen-Peter Schindler   (Berlín, 25 de març de 1937 - Sulzbach-Rosenberg, 17 d'agost de 1997) va ser un músic, organista i musicòleg d'església alemany.

## Biografia
Schindler va treballar del 1964 al 1997 com a cantor i director de música eclesiàstica a l'església Christuskirche de Sulzbach-Rosenberg. Les seves investigacions sobre història de la música es van centrar en la construcció d'orgue i en el desenvolupament i enregistrament de la música de Christoph Stoltzenberg en particular. Schindler va ser un expert en orgues àmpliament reconegut i, juntament amb els dos mestres constructors d’orgue d’Ostheim, Horst i Günter Hoffmann, va concebre el Museu de la Construcció d'Orges Schloss Hanstein a Ostheim vor der Rhön a Alemanya, fundat el 1993. Va reconstruir un orgue, amb la tècnica molt elementar dels primers orgues romàniques del segle xii, tal com ho sabem del manuscrit De diversis artibus (‘sobre les diferents arts', 1125) del monjo Theophilus Presbyter.

## Publicacions
- Stoltzenberg, Christoph, Willkommen, teures Gnadenlicht. (Kantate). Hänssler 1979
- Stoltzenberg, Christoph, Wie lieblich sind deine Wohnungen. (Kantate). Hänssler 1982
- Die Orgel in der St. Johannis-Kirche in Lauf an der Pegnitz. Evang.-Luth. Kirchengemeinde Lauf a.d. Pegnitz 1990
- Der Nürnberger Orgelbau des 17. Jahrhunderts. Michaelstein/Blankenburg 1991
- Die Nürnberger Stadtorgelmacher und ihre Instrumente. Germanisches Nationalmuseum Nürnberg 1995

## Discografia
- Christoph Stoltzenberg, Cantata Work II.2 LPs, Topographia Musica LM / M 1013/14, 1979
- Sonant barroc, Jürgen-Peter Schindler a l’històric orgue Hößler (1743) de l'església de l’hospital Sulzbach-Rosenberg. LP, Topographia Musica TM 06, 1984
- 500 anys de música eclesiàstica de Sulzbach, música nadalenca dels segles XV al XIX (Meyer, Raselius, Kindermann, Wecker, Stoltzenberg, Elsperger, Bühling). Estudi de gravació Harald Braun (Lauf) HB 30600, 1993.